# IC 1342
IC 1342 ist eine Spiralgalaxie vom Hubble-Typ Sc im Sternbild Aquarius auf der Ekliptik. Sie ist schätzungsweise 366 Millionen Lichtjahre von der Milchstraße entfernt.
Das Objekt wurde am 20. Juli 1892 von Stéphane Javelle entdeckt.